# Estadio Germán Becker
Das Estadio Germán Becker (deutsch: Germán-Becker-Stadion) ist ein Stadion in der chilenischen Stadt Temuco. Es wurde im Jahre 1965 eröffnet und bot Platz für 20.930 Zuschauer. Aufgrund seiner Lage in unmittelbarer Nähe zu einem großen Stadtpark gilt das Stadion als eines der schönsten Chiles. Es trägt den Namen eines früheren Bürgermeisters der Stadt, Germán Becker Baechler, auf dessen Initiative hin das alte Stadion errichtet wurde.
Im Jahr 2007 wurde das Stadion als Austragungsstätte der U-20-Fußball-Weltmeisterschaft der Frauen 2008 ausgewählt. Hierfür fanden bis Ende September 2008 umfangreiche Umbaumaßnahmen statt. So wurde durch den Einbau von Sitzschalen die Kapazität auf 18.125 Plätze verringert, sämtliche Tribünen überdacht und die Laufbahn entfernt. Am 5. November 2008 fand die Wiedereröffnung statt.
Derzeit wird das Stadion hauptsächlich als Fußballstadion genutzt. Der Fußballverein Deportes Temuco trägt hier seine Heimspiele aus.